# Oeneis obsoleta
Oeneis obsoleta är en fjärilsart som beskrevs av Sheldon 1912. Oeneis obsoleta ingår i släktet Oeneis och familjen praktfjärilar. Inga underarter finns listade i Catalogue of Life.